# 129158 Michaelmellman
129158 Michaelmellman este o planetă minoră (asteroid), cu un diametru de 3,476 km, din centura de asteroizi. A fost descoperită pe 30 martie 2005 la Catalina Station⁠(d) de Catalina Sky Survey. 
Obiectul prezintă o orbită caracterizată de o semiaxă mare de 2,9520779047375 UAi, o excentricitate de 0,03, o înclinație de 11,1 ° în raport cu ecliptica.